# Архиепархия Шамбери

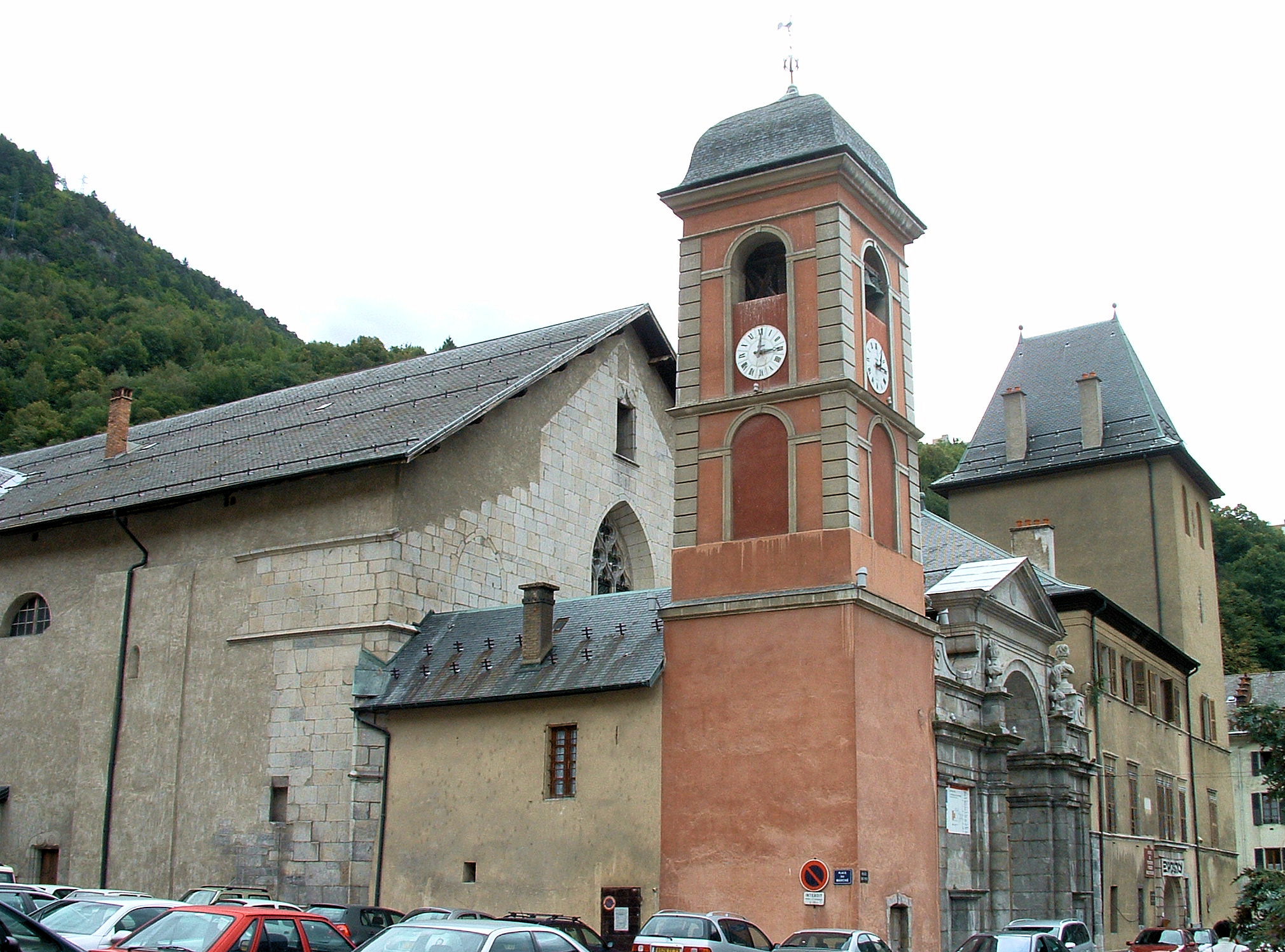
Собор Святого Петра, Мутье

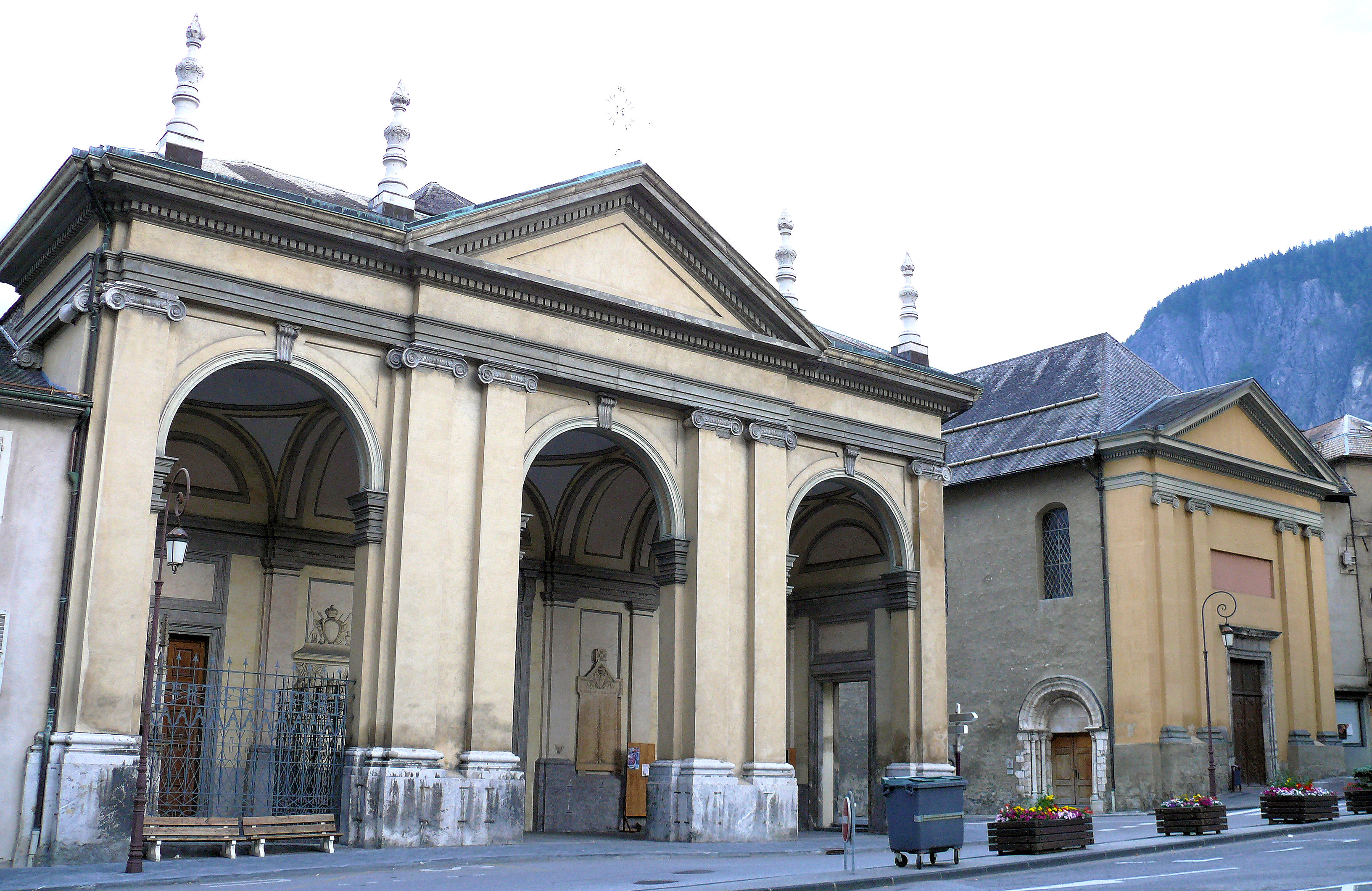
Собор Святого Иоанна Крестителя, Сен-Жан-де-Морьен

Архиепархия Шамбери, Сен-Жан-де-Морьена и Тарантеза (лат. Archidioecesis Camberiensis, Maurianensis et Tarantasiensis, фр. Archidiocèse de Chambéry, Maurienne et Tarentaise) — архиепархия в составе архиепархии-митрополии Лиона Римско-католической церкви во Франции. В настоящее время архиепархией управляет архиепископ Филипп Балло.
Клир епархии включает 142 священников (112 епархиальных и 30 монашествующих священников), 19 диаконов, 41 монаха, 312 монахинь.
Адрес епархии: 18 av. Dr. Desfrancois, B.P. 107, 73001 Chambery CEDEX, France.

## Территория
В юрисдикцию епархии входит 111 приходов в департаментах Савойя (за исключением приходов в Ужене и д’Арли, входящих в епархию Аннеси) и Верхняя Савойя (приходы в Рюмилли).
Кафедра архиепископа находится в городе Шамбери в церкви Святого Франциска Сальского. В городе Сен-Жан-де-Морьен находится сокафедральный Собор Святого Иоанна Крестителя. Другой сокафедральный Собор Святого Петра находится в городе Мутье.

## История
Кафедра Тарантеза была основана в 420 году. Резиденция епископа находилась в городе Мутье, а название епархия получила по области Тарантез, территорию которой она занимала. В некоторых письменных источниках епархия называется «епископством Мутье» или «епископством Мутье в Тарантезе». В ранний период своей истории епархия являлась епископством-суффраганством архиепархии Вьенна .
Кафедра Сен-Жан-де-Морьена была основана около 575 года Гонтреном, королём Бургундии, в связи с положением в городе Сен-Жан-де-Морьен мощей святого Иоанна Крестителя. Епархия включала территорию долины Морьен, с Валь-ди-Сузой и Бриансоном, изъятыми из-под юрисдикции епископов Турина.
Между 794 и 811 годами епархия Тарантеза была возведена в ранг архиепархии-митрополии, с включёнными в состав церковной провинции епархиями Аосты и Сьона, и на некоторое время епархии Сен-Жан-де-Морьена, до того, как она была переведена под юрисдикцию митрополии Вьенна.
В конце X века архиепископ Амизо получил от Рудольфа III Бургундского титул графа, чем было положено начало светской власти архиепископов Тарантеза, длившейся в течение почти восьми столетий. Последним князь-архиепископом Тарантеза был Клод-Юбер де Роллан в XVIII веке.
До XV века кафедры архиепархии Тарантеза и епархии Сен-Жан-де-Морьена неоднократно занимали епископы из Савойской династии.
Кафедра Шамбери была основана 18 августа 1779 года буллой Universa Dominici gregis Папы Пия VI на территории заимствованной из епархии Гренобля (ныне епархия Гренобль-Вьенна). Вначале епархия Шамбери была епископством-суффраганством архиепархии Лиона.
После конкордата 1801 года буллой Qui Christi Domini Папы Пия VII от 29 ноября 1801 года границы епархии расширились за счёт включения территорий упразднённых архиепархии Тарантеза и епархии Сен-Жан-де-Морьена. К епархии Шамбери были присоединены территории, оказавшиеся в составе Франции и некогда входившие в состав упразднённой епархии Женевы. Под юрисдикцией епископов Шамбери находились католические приходы этой епархии, расположенные в кантоне Женева в Швейцарии, из-за чего им был присвоен титул и епископов Женевы.
10 июля 1817 года епархия Шамбери был возведён в ранг архиепархии-митрополии.
30 сентября 1819 года Папа Пий VII бреве Inter multiplices выделил из состава епархии католические приходы в кантоне Женева и присоединил их к епархии Лозанны. Спустя два года после этого события архиепископы Шамбери утратили титул епископов Женевы, который был передан епископам Лозанны.
5 февраля 1822 года архиепархия Шамбери уступила часть своей территории в пользу новой епархии Анси.
7 августа 1825 года буллой Ecclesias quae antiquitate Папы Льва XII были восстановлены кафедры Тарантеза (со статусом епархии) и Сен-Жан-де-Морьена на территории, изъятой из архиепархии Шамбери.
26 апреля 1966 года буллой Animorum bonum Папы Павла VI, архиепархия Шамбери была объединена по принципу aeque principaliter (под единым управлением) с епархиями Тарантеза и Сен-Жан-де-Морьена, и приняла своё нынешнее название. Архиепископам Шамбери был также присвоен титул епископов Сен-Жан-де-Морьена и Тарантеза.
16 декабря 2002 года епархия утратила статус митрополии и вошла в состав церковной провинции архиепархии Лиона, сохранив за собой название архиепархии.

## Ординарии епархии

### Кафедра Шамбери
- Мишель Консей (26.01.1780 — 27.09.1793);
  - Франсуа-Терез Паниссе (1793—1796) — антиепископ;
- Рене де Монтье де Mеренвиль (09.04.1802 — 07.02.1805);
- Ирене-Ив де Солль (Дессоль) (20.01.1805 — 11.11.1823);
- Франсуа-Мари Биже (20.03.1824 — 19.02.1827);
- Антуан Мартине (20.12.1827 — 06.05.1839);
- кардинал Алексис Билье (18.03.1840 — 30.04.1873);
- Пьер-Атаназ Пишено (18.06.1873 — 05.10.1880);
- Франсуа-Альбер Лёийё (13.01.1881 — 11.05.1893);
- Франсуа Отен (14.06.1893 — 06.02.1907);
- Гюстав-Адольф де Пелако (15.06.1907 — 05.08.1907);
- кардинал Франсуа-Виржиль Дюбийар (16.12.1907 — 02.12.1914);
- Доминик Кастеллан (26.05.1915 — 12.05.1936);
- Пьер-Мари Дюрьё (01.02.1937 — 03.02.1947);
- Луи-Мари-Фернан де Базелер де Рюпьер (23.10.1947 — 26.04.1966);

### Кафедра Тарантеза
| - святой Иаков Ассирийский (420 — 16.01.429); - святой Маркеллий (Маркеллин) (429—440); - святой Пасхасий (V век); - святой Фома Леринский (440—460) — аббат; - Санкций (517—524); - Магн (VI век); - Нигетий (Мигетий) (VI век); - святой Маркиан (Маркелл) (583—585); - святой Ираклий (585); - святой Фирмий (Фирмин) (VII век); - Патрикий (упоминается в 602); - Прубин (Пробин) (VII век); - Бальдемар (Бульдемар) (648—653); - Эмитерий (VII век); - Виденард (Видемар) (VII век); - Иоанн I (VII/VIII век); - Леудеганг (Леодранд) (VIII век); - Губерт (VIII век); - Бонимунд (Розимунд) (VIII век); - Эммо (Эрминон) (VIII век); - святой Поссессор (775—800); - Радаберт (Дагоберт) (IX век); - Андрей (828—840); - Аудакс (Адор) (840—858); - Теутранд (Теотран) (858—885); - Аллузо (упоминается 885); - Даниил (891); - Анизо I (900); - Пандольф (X век); - Адальберт (X век); - Анизо II (990—996); - Эмон (996); - Куно (1000); - Бальдульф (1006—1007); - Лузон (упоминается в 1020); - Эмон III (1025—1044); - Аннузио (упоминается в 1077); - Бозон (1096—1099); - блаженный Пётр I Старший (1132—1140); - Исдраэль (1140) — антиепископ; - святой Пётр II Достопочтенный (1141 — 14.09.1171); - Эмон де Бриянсон (1179—1210); - Бернар де Шиньен (1213 — 12.10.1222); - Жан II (1222); - Эрлюэн де Шиньен (1224—1248); - Родольф I Гросси дю Шателар (02.03.1246 — 1271); - святой Пётр III Гросси дю Шателар (30.05.1272 — 22.07.1283); - Эмон де Брюиссон (13.12.1283 — 1297); - Бертран I де Бертран (17.06.1297 — 09.05.1334); | - Жак де Сален (13.07.1334 — 1341); - Бертран II де Ново Домно (03.10.1341 — 1341); - Бернар (1341—1343); - Жан III де Бертран (03.12.1343 — 1365); - Жан IV де Беттон (11.03.1365 — 30.11.1378); - Эмбер II де Вийет (15.01.1379 — 1379); - Родольф II де Шиссе (28.02.1380 — 1385); - Эдуард Пьемонтский (21.02.1386 — 1395); - Пьер IV де Коллон (26.04.1395 — 25.11.1396); - Эмон Сешаль (17.09.1397 — 1404) — апостольский администратор; - Антуан де Шаллан (01.06.1404 — 14.09.1418) — апостольский администратор; - Жан V де Бертран (23.09.1418 — 29.08.1432); - Лоренцо Марко Кондульмер (04.11.1433 — 28.02.1438) — назначен патриархом Градо; - Жан VI д’Арси (28.02.1438 — 12.12.1454); - Пьер V Савойский (1454—1456); - Жан-Луи Савойский (22.04.1456 — 16.02.1460) — апостольский администратор, назначен епископом Женевы; - Тома де Сюр (16.02.1460 — 1472); - Кристофоро делла Ровере (03.08.1472 — 01.02.1478); - Доменико делла Ровере (11.02.1479 — 19.07.1482) — назначен епископом Женевы; - Юрбен I де Шеврон Вийет (28.05.1483 — 09.11.1483); - Жан де Компе (14.06.1484 — 28.06.1492); - Корен Плозаск (08.07.1492 — 1497); - Клод де Шатовьё (14.04.1497 — 1516); - Жан-Филипп де Гросле (28.04.1516 — 21.12.1559); - Жером де Вальперг (17.07.1560 — 16.07.1573); - Джузеппе Парпалья (26.08.1573 — 25.07.1598); - Жан-Франсуа Берлье (08.11.1599 — 02.01.1607); - Анастазе Джермонио (12.11.1607 — 04.08.1627); - Бенуа-Теофиль де Шеврон Вийет (20.09.1632 — 16.06.1658); - Франсуа-Амеде Милье де Шаль д’Арвийяр (17.11.1659 — 25.05.1703); - Sede vacante (1703—1727); - Франсуа-Амеде Милье д’Арвийяр (25.06.1727 — 28.08.1744); - Клод Эмбер де Роллан (19.01.1750 — 27.11.1770); - Гаспар-Огюстен Лоран де Сент-Аньес (16.12.1771 — 23.07.1783) — францисканец-конвентуал; - Жозеф де Монфалькон дю Сангль (27.06.1785 — 22.09.1793); - Sede vacante (1793—1801); - Кафедра соединена с кафедрой Шамбери (1801—1825); - Антуан Мартине (20.11.1825 — 20.12.1827); - Антуан Роше (28.01.1828 — 19.11.1836); - Жан-Франсуа-Марсельен Тюрина (22.11.1838 — 22.09.1866); - Франсуа Гро (22.02.1867 — 10.01.1873); - Шарль-Франсуа Тюрина (10.01.1873 — 23.03.1882) — назначен епископом Нанси; - Жан-Пьер Пажи (23.03.1882 — 17.05.1887) — назначен епископом Вердена; - Пьер-Эмманюэль Бувье (29.09.1888 — 11.04.1900); - Люсьен-Леон Лакруа (05.04.1901 — 17.10.1907); - Жан-Батист Бьолле (28.11.1907 — 10.10.1918); - Луи Термье (29.11.1918 — 05.04.1938); - Леон-Альбер Террье (14.09.1938 — 24.07.1944) — назначен епископом Байоны; - Огюст Жоффр (28.08.1944 — 07.12.1961). |  |

### Кафедра Сен-Жан-де-Морьена
| - святой Фельмас (упоминается в 577); - святой Гирконий (581—602); - Эконий (Евхоний) (602); - Леборий (упоминается в 650); - Веран (700); - Вальхин (726—735) — назначен архиепископом Эмбрёна; - святой Эмилиан (736); - Фельмас II (750); - Витгарий (упоминается в 775); - Фельмас III (упоминается в 813); - Майнард (825—837); - Иосиф (853—858); - Аббон (860); - Адальберт (876—882); - Асмонд (887); - Гильом I (899); - Бенуа (907); - святой Одилард (Эдолард) (915—926); - Ипорий (930); - Эммальд (980); - Эверард (1025); - Урард (1037); - Теобальд (1037—1045); - Брошар (1061); - Арто (1075); - Арнольд (1080); - Конон I (1088—1108); - Берар (XII век); - Жан I (1115);; - Амеде де Фосиньи (1112—1124); - Конон II (1127); - святой Эральд I (1032—1034) — картузианец; - Эральд II (1134 — 02.01.1147); - Бернар де Порт (1153—1158) — картузианец; - Эральд III (1158—1160); - Гильом II (1160—1176); - Пьер (1184); - Ламбер д’Аллевар (1197 — 15.03.1198); - Бернар II де Шиньен (1200—1213) — назначен архиепископом Тарантеза; - Амеде Женевский (1214—1220); - Жан (1221) — избранный епископ; - Эмар де Бернен (или Пьер де Аренис) (1221—1235) — назначен архиепископом Эмбрёна; - Амеде де Мирибель (1235 — 19.01.1256); - Пьер де Морестель (1258 — 19.03.1262); - Антельм де Клермон (1262—1269); - Пьер де Гели (1270 — 15.01.1273); | - Эмон де Мьолан (1276 — 26.10.1299); - Амблар д’Антремон (1301 — 21.04.1308); - Эмон де Мьолан-Юртьер (1308—1334); - Антельм де Клермон (10.09.1334 — 23.02.1349); - Амедей Савойско-Ахайский (18.03.1349 — 13.06.1376); - Джованни Малабалья (11.08.1376 — 1380); - Анри де Севери (16.09.1381 — 18.05.1385) — бенедиктинец, назначен епископом Родеза; - Савен де Флорано (18.05.1385 — 28.09.1410); - Амеде де Монмайёр (15.10.1410 — 08.10.1422); - Эмон де Жербе де Сонна (30.10.1422 — 1432); - Ожер Моризе (11.02.1433 — 11.01.1441); - Луи де Ля Палю (1441 — 22.09.1451) — бенедиктинец; - Иоанн Сеговийский (Хуан де Сеговия) (13.10.1451 — 20.01.1453) — избранный епископ, назначен титулярным епископом Цезарии Палестинской; - Гийом д’Эстутевилль (26.01.1453 — 20.04.1453) — назначен архиепископом Руана; - Гийом д’Эстутевилль (20.04.1453 — 22.01.1483) — апостольский администратор; - Этьенн де Морель (31.01.1483 — 24.07.1499); - Луи де Горрево де Шаллан (09.08.1499 — 1532); - Жан-Филибер де Лорьоль де Шаль (10.04.1532 — 1544); - Джероламо Реканати Каподиферро (30.07.1544 — 10.10.1559); - Брандолезий де Тротти (27.03.1560 — 1563); - Ипполито д’Эсте (1564—1567) — апостольский администратор; - Пьер де Ламбер (21.11.1567 — 06.05.1591) — августинец; - Филибер-Франсуа Милье де Фаверж (06.05.1591 — 22.10.1619) — назначен архиепископом Турина; - Шарль Бобба (13.05.1619 — 10.02.1636); - Поль Милье де Шаль (27.11.1641 — 30.10.1656); - Эркюль Берзе (06.05.1658 — 04.03.1686); - Франсуа-Иасент Вальперг де Мазен (12.05.1687 — 07.09.1736); - Sede vacante (1736—1741); - Игнас-Доминик Гризелла де Розиньян (06.03.1741 — 21/22.09.1756); - Шарль Жозеф Филиппа де Мартиньян (18.07.1757 — 12.07.1779) — назначен епископом Верчелли; - Шарль-Жозеф Компан де Бришанто (20.03.1780 — 25.08.1796); - Sede vacante (1796—1801); - Кафедра объединена с кафедрой Шамбери (1801—1825); - Алексис Билье (19.12.1825 — 27.04.1840) — назначен архиепископом Шамбери; - Франсуа-Мари Вибер (31.12.1840 — 1876); - Мишель Россе (08.11.1876 — 08.06.1902); - Sede vacante (1902—1906); - Адриен Алексис Фодере (21.02.1906 — 27.08.1923); - Огюст Грюмель (03.02.1924 — 14.03.1946); - Фредерик Дюк (14.03.1946 — 11.01.1954); - Луи Анри Мари Ферран (11.01.1954 — 17.04.1956) — назначен епископом-коадъютором Тура; - Жоэль-Андре-Жан-Мари Беллек (02.05.1956 — 15.06.1960) — назначен епископом Перпиньян-Эльна; - Андре-Жорж Бонтан (13.09.1960 — 26.04.1966) — назначен архиепископом Шамбери, Сен-Жан-де-Морьена и Тарантеза. |  |

### Кафедра Шамбери, Сен-Жан-де-Морьена и Тарантеза
- Андре-Жорж Бонтан (26.04.1966 — 14.05.1985);
- Клод Фед (14.05.1985 — 17.06.1999) — назначен архиепископом Экс-ан-Прованса;
- Лоран Бернар Мари Юльриш (06.06.2000 — 01.02.2008) — назначен архиепископом Лилля;
- Филипп Балло (с 14 января 2009 года — по настоящее время).

## Статистика
На конец 2006 года из 360 252 человек, проживающих на территории епархии, католиками являлись 316 982 человек, что соответствует 88,0 % от общего числа населения епархии.
| год  | население | население | население | священники | священники        | священники         | священники                           | постоянные диаконы | монахи  | монахи  | приходы |
| год  | католики  | всего     | %         | всего      | белое духовенство | черное духовенство | число католиков на одного священника | постоянные диаконы | мужчины | женщины | приходы |
| ---- | --------- | --------- | --------- | ---------- | ----------------- | ------------------ | ------------------------------------ | ------------------ | ------- | ------- | ------- |
| 1950 | 129.700   | 130.500   | 99,4      | 377        | 292               | 85                 | 344                                  |                    | 197     | 633     | 174     |
| 1957 | 138.000   | 140.000   | 98,6      | 402        | 282               | 120                | 343                                  |                    | 76      | 500     | 175     |
| 1970 | 256.973   | 286.399   | 89,7      | 485        | 411               | 74                 | 529                                  |                    | 102     | 715     | 357     |
| 1980 | 276.000   | 307.000   | 89,9      | 405        | 342               | 63                 | 681                                  |                    | 80      | 730     | 370     |
| 1990 | 316.000   | 339.000   | 93,2      | 301        | 246               | 55                 | 1.049                                | 5                  | 107     | 579     | 348     |
| 1999 | 331.600   | 354.700   | 93,5      | 209        | 199               | 10                 | 1.586                                | 15                 | 20      | 348     | 354     |
| 2000 | 347.000   | 371.343   | 93,4      | 222        | 177               | 45                 | 1.563                                | 16                 | 71      | 380     | 367     |
| 2001 | 341.000   | 365.625   | 93,3      | 210        | 186               | 24                 | 1.623                                | 16                 | 61      | 373     | 348     |
| 2002 | 332.600   | 356.748   | 93,2      | 202        | 170               | 32                 | 1.646                                | 17                 | 70      | 356     | 348     |
| 2003 | 314.000   | 356.748   | 88,0      | 225        | 169               | 56                 | 1.395                                | 18                 | 106     | 447     | 346     |
| 2004 | 314.000   | 356.748   | 88,0      | 197        | 165               | 32                 | 1.593                                | 19                 | 60      | 386     | 200     |
| 2006 | 316.982   | 360.252   | 88,0      | 142        | 112               | 30                 | 2.232                                | 19                 | 41      | 312     | 111     |